# Ambassis elongata
Ambassis elongatus е вид лъчеперка от семейство Chandidae. Видът е незастрашен от изчезване.

## Разпространение
Разпространен е в Австралия.

## Описание
На дължина достигат до 7,5 cm.